# جورج ريتشاردسون (سياسي نيوزلندي)
جورج ريتشاردسون (بالإنجليزية: George Richardson)‏ هو سياسي نيوزلندي، ولد في 1837 في المملكة المتحدة، وتوفي في 23 أكتوبر 1909 في نيوزيلندا. انتخب عضو مجلس النواب نيوزيلندا.